# Rússia nos Jogos Paralímpicos de Verão de 1996

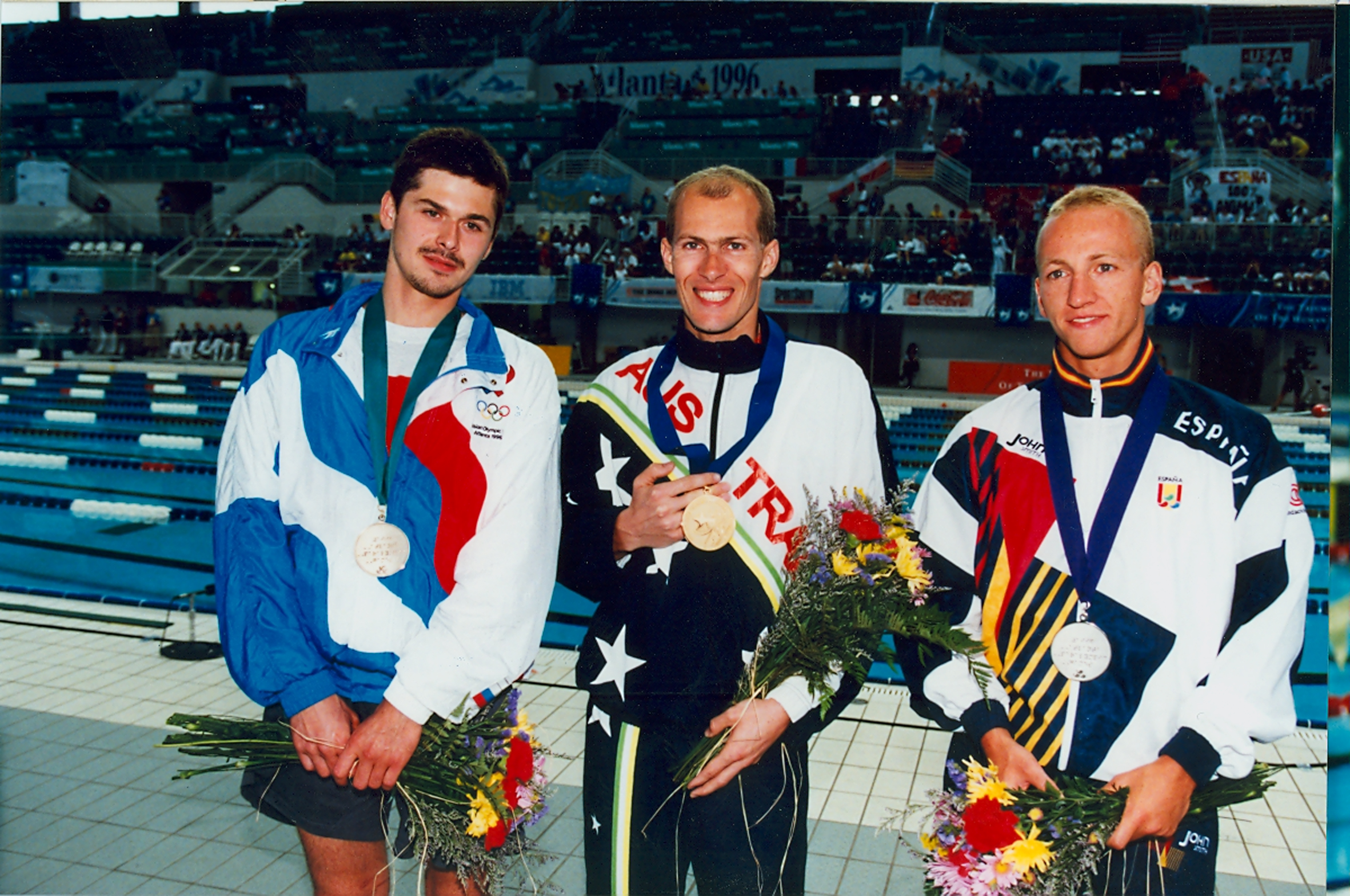
Aqui podemos ver a imagems de três jogadores que ganharam medalhas

Rússia participou dos Jogos Paralímpicos de Verão de 1996, que foram realizados na cidade de Atlanta, nos Estados Unidos, entre os dias 16 e 25 de agosto de 1996.
A delegação não conquistara nenhuma medalha nesta edição das Paralimpíadas.